# Perbutulan
Perbutulan is een bestuurslaag in het regentschap Cirebon van de provincie West-Java, Indonesië. Perbutulan telt 3931 inwoners (volkstelling 2010).